# 中山可那子
中山 可那子（なかやま かなこ、1984年10月26日 - ）は、福島中央テレビの社員で元アナウンサー。
静岡県浜松市出身。静岡県立浜松北高等学校、横浜国立大学教育人間科学部卒業。

## 略歴
- 大学時代にとちぎテレビのとちテレINDYキャンパスリポーターを務める。
- 2008年4月、福島中央テレビにアナウンサーとして入社。
- 2016年4月、事業局事業推進部へ異動[3][4]。

## 人物
- 中学・高校・大学では卓球部所属。

## 出演
- おしえて!うつくしま（2008年6月 - 2011年3月）リポーター
- ラジオな時間・中テレジャック!!（2010年10月 - 12月、ふくしまFM）
- ゴジてれ土曜版（2013年1月 - 2013年3月）MC
- ゴジてれChu!（2013年1月 - 2016年3月）水曜中継、木・金曜MC（いずれも16時台）[5]
- ゴジてれ×Sun!（2013年4月 - 2016年3月）MC
- 中テレニュース